# James Hansen
James Edward Hansen (29 de març de 1941, Denison, Iowa, Estats Units) és un físic i climatòleg estatunidenc, professor adjunt en el Departament de Ciències Terrestres i Ambientals de la Universitat de Colúmbia. Fins a principis de 2013 va dirigir l'Institut Goddard d'Estudis Espacials de la NASA a Nova York, que forma part del Centre de vol espacial Goddard.

## Trajectòria
Hansen és conegut per les seves recerques en el camp de la climatologia. El seu testimoniatge sobre el canvi climàtic als comitès del Congrés dels Estats Units en la dècada de 1980 va ajudar a difondre la qüestió de l'escalfament global i la necessitat d'implementar mesures per limitar els impactes del canvi climàtic. Així, el juny de 1988 va realitzar una de les primeres afirmacions públiques dient que l'escalfament causat per l'home ja havia afectat considerablement el clima global.
En aquesta aparició pública, Hansen va dir: "L'escalfament global ha aconseguit un nivell tal que pode atribuir amb un alt grau de certesa una relació de causa i efecte entre l'efecte hivernacle i l'escalfament observat."
Posteriorment, en un document de 2007, Hansen va informar que 350 ppm (parts per milió) de CO2 a l'atmosfera és el límit màxim per evitar un punt d'inflexió climàtic. Va afirmar que aquest punt ja s'hauria aconseguit, ja que els nivells de diòxid de carboni en l'actualitat han superat els 392 ppm. "Un major escalfament global d'1 °C defineix un llindar crític. Més enllà d'això, probablement veurem canvis que faran de la Terra un planeta diferent del que coneixem."
El desembre de 2013, Hansen va publicat informe sobre els objectius de l'ONU contra el canvi climàtic en la Public Library of Science, juntament amb altres 18 autors. L'informe indicava que "fins i tot si es complissin els objectius fixats pel Grup Intergovernamental del Canvi Climàtic (IPCC, pel seu acrònim en anglès) per mantenir-se per sota dels 2 graus d'increment global de les temperatures, els autors creuen que els danys serien inacceptables."
En els últims anys, Hansen també s'ha convertit en un activista en pro de mitigar els efectes del canvi climàtic, que en algunes ocasions li han portat a ser detingut temporalment.
Entre les seves accions públiques destaquen la seva forta oposició pública a l'explotació de les sorres bituminoses del Canadà, així com a la construcció de l'oleoducte Keystone XL entre Canadà i el Golf de Mèxic.

## Publicacions
Al llarg de la seva carrera, Hansen ha publicat més de 150 papers científics.
- Hansen, James E. Storms of My Grandchildren: The Truth About the Coming Climate Catastrophe and Our Last Chance to Save Humanity.  Nova York: Bloomsbury Publishing, 2009. ISBN 978-1-60819-200-7.